# Comité anglo-americano de investigación
El Comité anglo-americano de investigación fue un comité  conjunto británico y norteamericano reunido en Washington D. C. el 4 de enero de 1946. Se le encomendó  la tarea  de examinar las condiciones políticas, económicas y sociales en el Mandato británico de Palestina  relacionadas con el  problema de la inmigración y el asentamiento de la población judía  de la zona, consultar con los representantes árabes y judíos y hacer recomendaciones  para una gestión temporal de posibles problemas, así como para su solución permanente. El  informe titulado "Informe del comité anglo-americano de investigación relativo a los problemas de los judíos europeos y Palestina", fue publicado en Lausana el 20 de abril de 1946.
La Segunda Guerra Mundial terminó en Europa el 8 de mayo de 1945 y en Asia  el 2 de septiembre de 1945; en  los Estados Unidos de América, Harry S. Truman se había convertido en presidente el 12 de abril  de ese año y en el Reino Unido Clement Attlee se convirtió en primer ministro el 5 de julio. Tras el Informe Harrison, en agosto de 1945, el presidente Truman, solicitó a los británicos la admisión de 100.0000 sobrevivientes del Holocausto, en el Mandato británico de Palestina y una negociación, el 13 de noviembre de 1945, el ministro de asuntos exteriores de Attlee, Ernest Bevin anunció la  formación de la comisión anglo-americana.
El gobierno británico sugirió la investigación conjunta con la intención de asegurar la corresponsabilidad de una política para el Mandato británico de Palestina, temiendo la resistencia  árabe a los inmigrantes judíos. El informe trato cinco temas, inmigración, tierra, forma de gobierno, desarrollo y seguridad. Recomendó la admisión de 100.000 judíos desplazados, la anulación la Regulación de Transmisión de Tierras, que restringían la adquisición de tierras árabes para los judíos, descrita en el Libro Blanco de 1939  y que el Mandato británico de Palestina nunca fuera un estado judío o un estado árabe exclusivamente. Después de que el comité anglo-americano emitiera su informe, se creó un nuevo comité para establecer cómo las propuestas anglo-americanas podrían llevarse a cabo. Estaba dirigido por el ministro Herbert Morrison y el embajador americano  Henry F. Grady. En julio de 1946, se propuso que el Plan Morrison-Grady,  un plan para un gobierno unitario en fideicomiso en el Mandato británico de Palestina. Provincias judías y árabes ejercerían autogobierno bajo supervisión británica, mientras que Jerusalén y el  Néguev seguirían bajo control directo británico. El plan, fallido, se convirtió en el punto de partida para una Conferencia Palestina convocada por los británicos el 1 de octubre de 1946. Los árabes rechazaron el  plan basándose en que ello llevaría a una partición, mientras que los judíos rechazaron  la asistencia. Los árabes propusieron crear un estado independiente. En  una reunión posterior a la Conferencia, el siguiente febrero, Gran   Bretaña propuso un plan, conocido como el Plan Bevin, para una administración fideicomiso de 5 años. La administración estaría dirigida establecer un asentamiento permanente con acuerdo de todas las partes. Tras el fracaso, cuando tanto árabes como judíos rechazaron el plan, Gran Bretaña remitió el asunto a Naciones Unidas.

## Contexto histórico

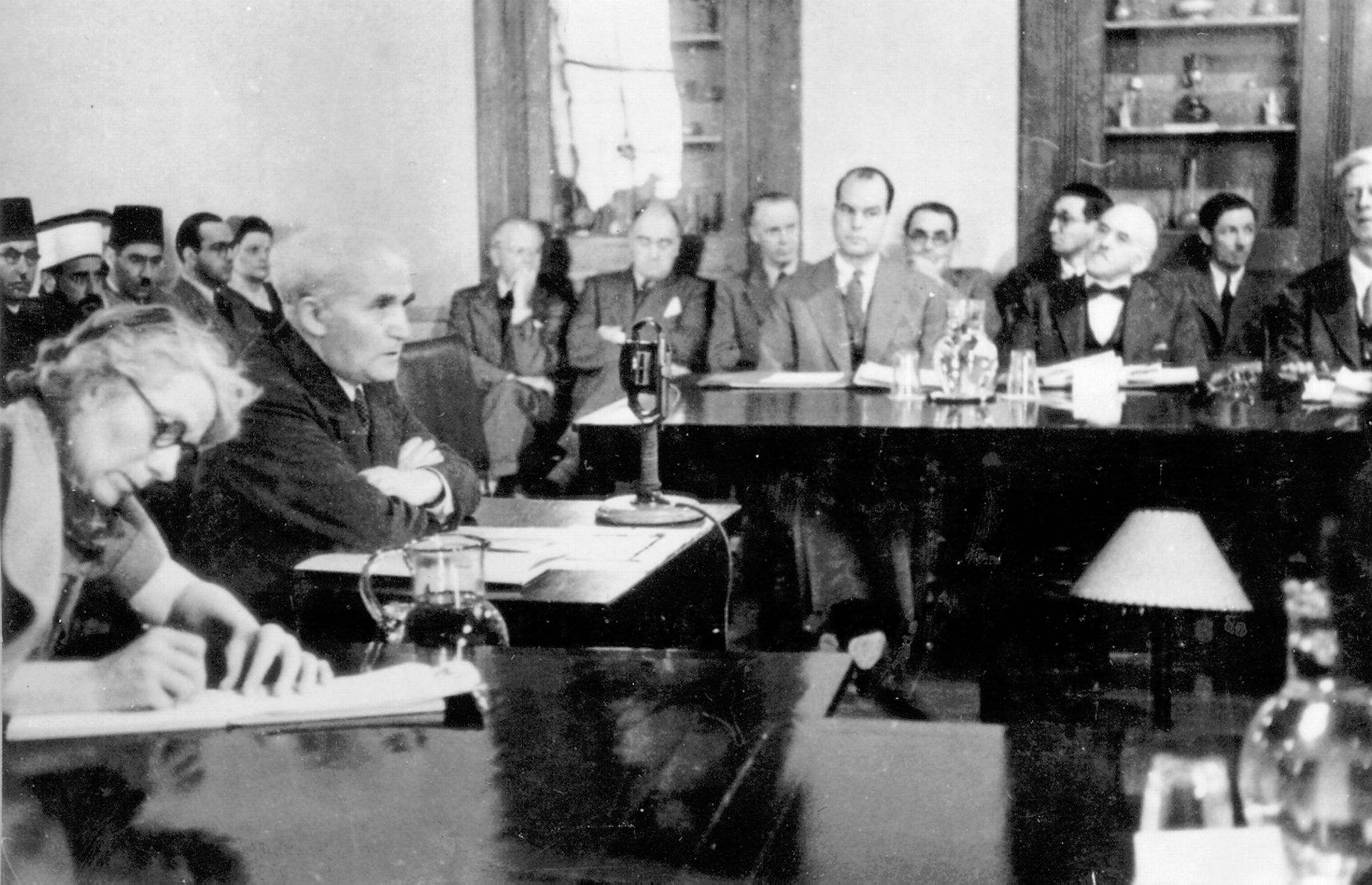
David Ben-Gurion declarando ante el comité anglo-americano de investigación

En 1917, Gran Bretaña redactó la Declaración de Balfour, convirtiéndose en la primera Gran Potencia en apoyar las reclamaciones  Sionistas de un "Hogar Nacional Judío" en Palestina. Poco después, Gran Bretaña derrotó al Imperio Otomano en la Primera Guerra Mundial y como resultado, tomó el control de Palestina. La Declaración de Balfour fue reconocida por las Grandes Potencias e  incorporada al Tratado de Sèvres. Las Grandes Potencias de nuevo incorporaron la declaración en el borrador del Mandato de Palestina que habían remitido al consejo de la Sociedad de las Naciones. El Senado de los EE. UU. había rechazado el Tratado de Versalles 1919 y por tanto nunca se  unión a la Sociedad de las Naciones. La Cámara de Representantes y el  Senado de EE. UU. aprobaron una Resolución Conjunta HR 360, no vinculante el 30 de junio de 1922 en favor del establecimiento de un Hogar Nacional Judío en Palestina. El 21 de septiembre de 1922, el presidente Warren G. Harding también firmó la  resolución. Los ESUU habían propuesto una comisión, el la Conferencia de Paz, como un esfuerzo  internacional para determinar  si la  región estaba preparada para la  autodeterminación y ver qué  naciones, si fuera el caso, la población local quisiera que ejerciera de Poder Mandatario. El informe de la comisión King-Crane no se hizo público hasta después de que el congreso hubiera votado su resolución conjunta. La opinión pública se dividió cuando se supo que la mayoría árabe había solicitado que el mandato fuera administrado por  los EE. UU. y que tenían intención de establecer  una asamblea constituyente de  forma democrática.
El crecimiento del nazismo y la revuelta árabe en el Mandato británico en Palestina 1936-1939 llevó a los británicos, a revertir la declaración de Balfour en el Libro Blanco de 1939. Esta política establecía el límite de permitir 75.000 nuevos judíos al Mandato británico de Palestina (en 1949) después del cual se terminaría la  migración. Un estado independiente con una mayoría árabe sería establecido hacia 1948. En respuesta al Libro Blanco, las ventas de tierra a judíos fueron severamente restringidas por una ley de 1940.
El final de la Segunda Guerra Mundial y el Holocausto dejó a Europa con cientos de miles de refugiados judíos desplazados. La opinión pública americana apoyaba una patria judía en el Mandato Británico Palestina, y en agosto de 1945 el presidente Truman solicitó la admisión de 100.000 sobrevivientes del  Holocausto en Palestina. Sin embargo, los británicos persistían en su oposición a la migración judía, temiendo dañar su extenso y vulnerable imperio  en el Medio Oriente. Gran Bretaña controlaba Kuwait, rico en petróleo, los Emiratos Árabes, Omán y Baréin. También controlaban Jordán  y Yemen, tenían tratados con Irak (donde la industria petrolífera era británica) y Egipto (Gran Bretaña administraba el Canal de Suez). Con los judíos en el Mandato británico de Palestina llevando una guerra clandestina contra la ocupación británica, la  situación de los refugiados era crítica y la política británica y estadounidense estaban enfrentadas.

## Comité

### Miembros

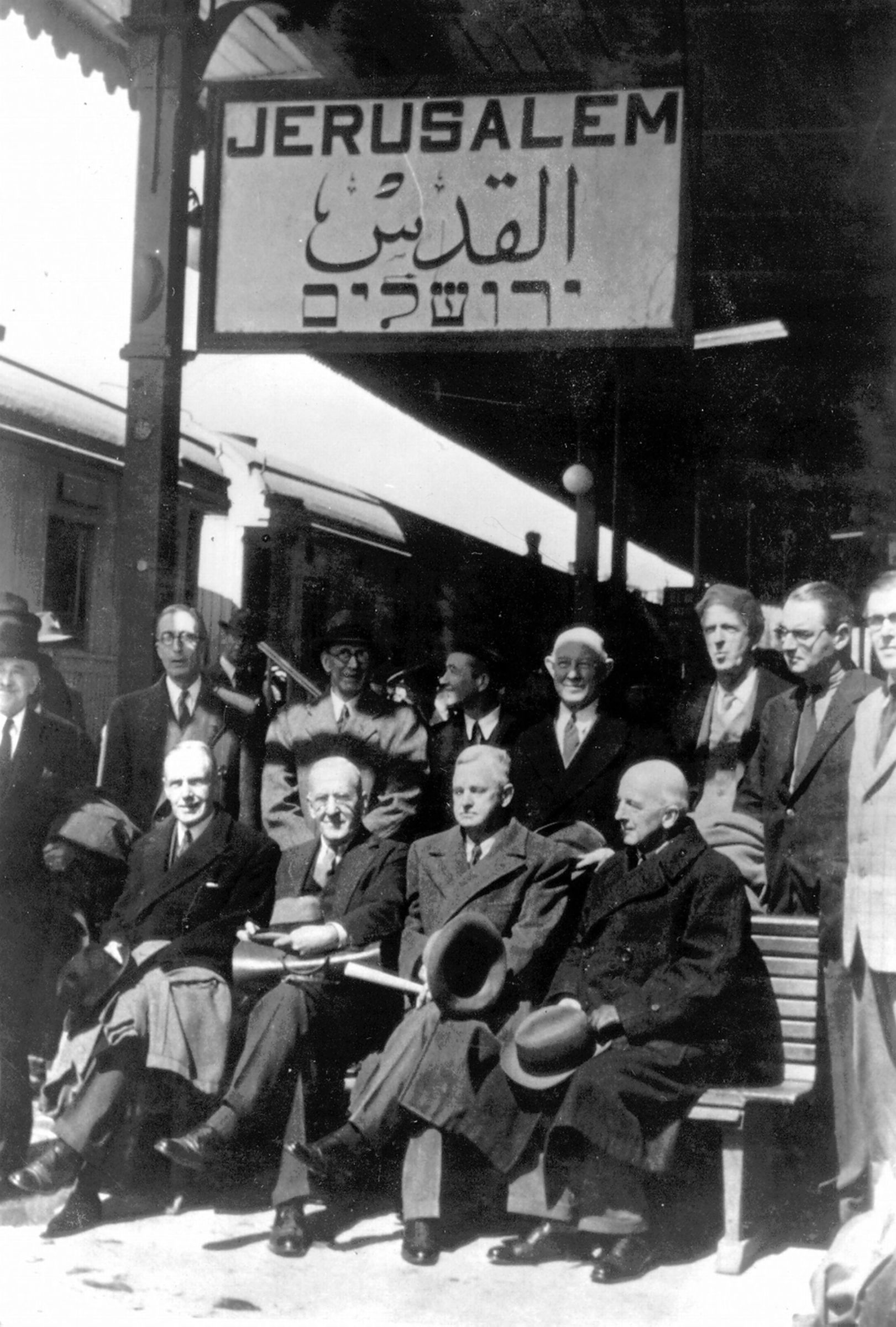
Miembros del comité 1946

El comité tenía seis americanos y seis británicos. El presidente del grupo americano era el juez Joseph Hutcheson. Estaba acompañado por Frank Aydelotte, William Phillips, Frank W. Buxton (editor, Boston Herald), James G. McDonald, y Bartley Crum. El grupo era un conjunto diverso de  diplomáticos, académicos y políticos. La mayoría  a favor de la propuesta de admitir a 100.000 judíos desplazados en Palestina. El grupo británico estaba presidido por Sir John Singleton. Los otros miembros del grupo eran Lord Morrison, Sir Frederick Leggett, Wilfrid Crick, Reginald Manningham-Buller y Richard Crossman.

### Pruebas presentadas

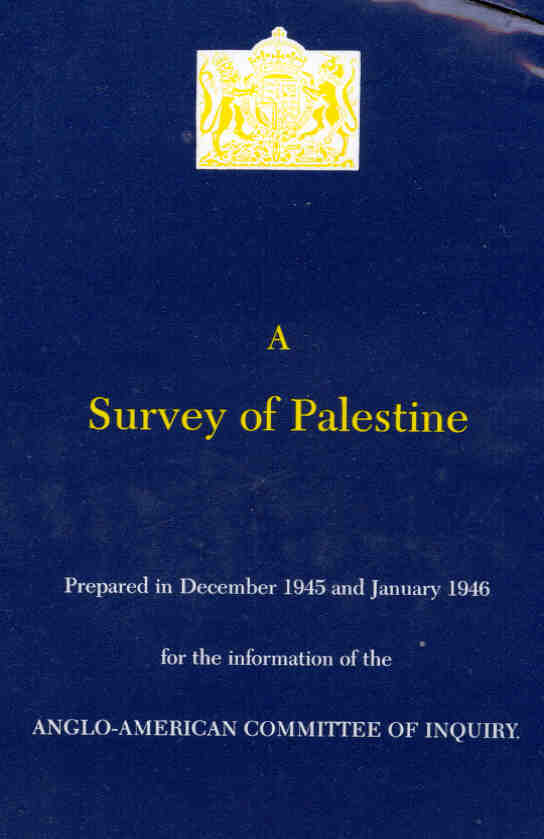
Evaluación de Palestina, Informe para el comité

Las pruebas fueron aportadas por el Gobierno de Palestina, las autoridades judías y árabes.

### Viaje
El comité visitó Washington D. C. y  Londres para evaluar las políticas oficiales americana y británica y sus posturas hacia Palestina. Siguieron hacia Viena, donde visitaron un campo de refugiados de la Segunda Guerra Mundial y se entrevistaron con  supervivientes del Holocausto. Después se desplazaron a El Cairo para analizar los sentimientos árabes. El comité visitó después Palestina y estuvo tres semanas allí. Visitaron áreas judías  y árabes, escucharon testimonios y tuvieron reuniones con muchos judíos, árabes y oficiales británicos. Finalmente se retiraron aLausana para debatir y redactar conclusiones.
Durante su estancia en Viena sondearon a los supervivientes judíos del Holocausto sobre su preferencias como destino. El 98 % dijo Palestina.
"En Polonia, Hungría y Rumanía, el deseo principal era salir, ir lejos a algún lugar donde exista una probabilidad de construir una nueva vida, de encontrar algo de felicidad, de vivir en paz y seguridad. En Alemania, donde el número de judíos se había reducido de unos 500.000 en 1933 a unos 20.000 ahora, y la mayoría del rastro de vida judía había sido destruido, hay un deseo similar en una gran proporción de supervivientes de construir un hogar en cualquier otra parte, preferiblemente en Palestina. En Checoslovaquia, particularmente en Bohemia y Moravia, y en Austria, la postura respecto al restablecimiento de la población  judía era más esperanzadora. La gran mayoría de judíos desplazados y emigrantes, sin embargo, pensaban que el único lugar que ofrecía un futuro era Palestina". (Comité anglo-americano de investigación, capítulo 2, párrafo 12)

### Recomendaciones

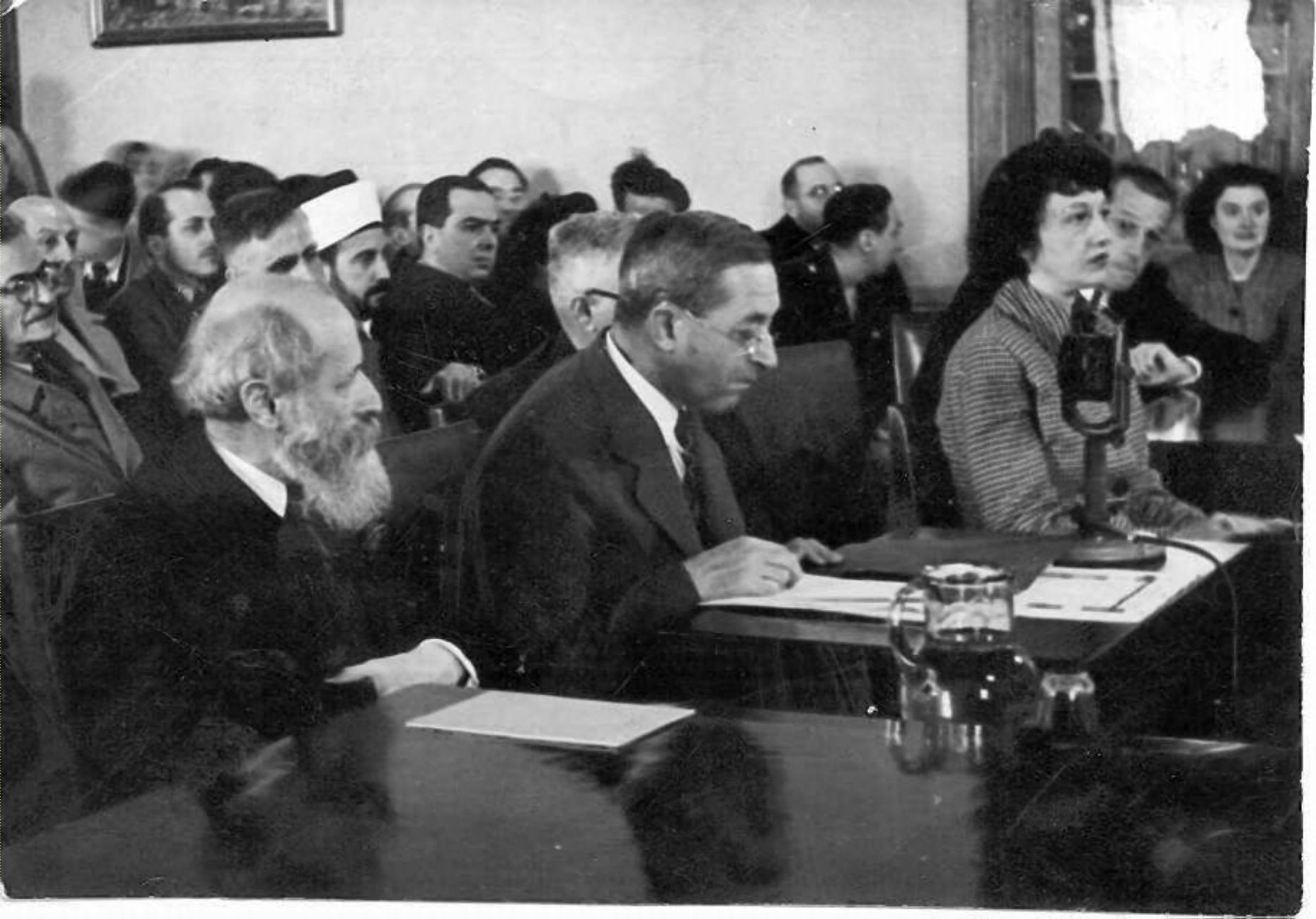
Judah Leon Magnes y Martin Buber declarando ante el comité anglo-americano de investigación (1946)

Durante una reunión del comité Bevin dijo al comité que él aceptaría su decisión si esta era unánime. En abril de 1946, las recomendaciones fueron las siguientes:
Recomendación  Nº 1. Debemos informar que esta información, tal como la recibimos de otros países distintos a Palestina, no dio esperanzas de un apoyo notable para encontrar patria para los judíos, que desean o son incitados a abandonar Europa. Sin embargo, Palestina sola no puede recibir las necesidades de emigración de los judíos víctimas de la persecución del Nazismo y del Fascismo. El mundo entero comparte la responsabilidad hacia ellos, y verdaderamente, del reasentamiento de todos las "personas desplazadas". 
Nosotros, por consiguiente, recomendamos a nuestros gobiernos en conjunto, y en asociación con otros países, que deben esforzarse inmediatamente en encontrar nuevos hogares para tal cantidad de "personas desplazadas", cualquiera  que sea su credo o nacionalidad. Sus lazos con sus anteriores comunidades han sido irremediablemente rotas. Aunque la emigración resolverá los problemas de algunas víctimas de persecución, la abrumadora mayoría, incluido un número considerable de judíos, continuarán viviendo en Europa. Recomendamos, por tanto, que nuestros gobiernos se esfuercen en asegurar que tenga efecto inmediato a la disposición de la Carta de Naciones Unidas reclamando "respeto universal y cumplimiento de los derechos humanos y libertades fundamentales para todos; sin distinción de raza, sexo, idioma o religión". 
Recomendación Nº 2. Recomendamos (a) que sean autorizados 100.000 certificados, inmediatamente para la admisión en Palestina de judíos que han  sido víctimas de la persecución Nazi y Fascista;  (b) Que estos certificados sean entregados como muy tarde en 1946 y que la inmigración actual avance tan rápido como lo permitan las condiciones.
Recomendación Nº 3. Para acabar, de una vez por todas, con las reclamaciones judías y árabes sobre Palestina, consideramos esencial que se emita claramente una afirmación de los siguientes principios:
- I. Que los judíos no dominarán a los árabes y los árabes no dominarán a los judíos en Palestina.
- II. Que palestina no será ni un estado judío ni un estado árabe.
- III. Que la forma final de gobierno a establecer, bajo garantías internacionales, protegerá completamente y preservará los intereses en la tierra santa de los credos cristianos, musulmanes y judíos.

Así, Palestina deberá finalmente convertirse en un estado que guarde los derechos e intereses de musulmanes, judíos y cristianos, por igual; y acorde a con sus habitantes, en conjunto, la completa medida de autogobierno, coherente con los tres principios fundamentales descritos anteriormente. 

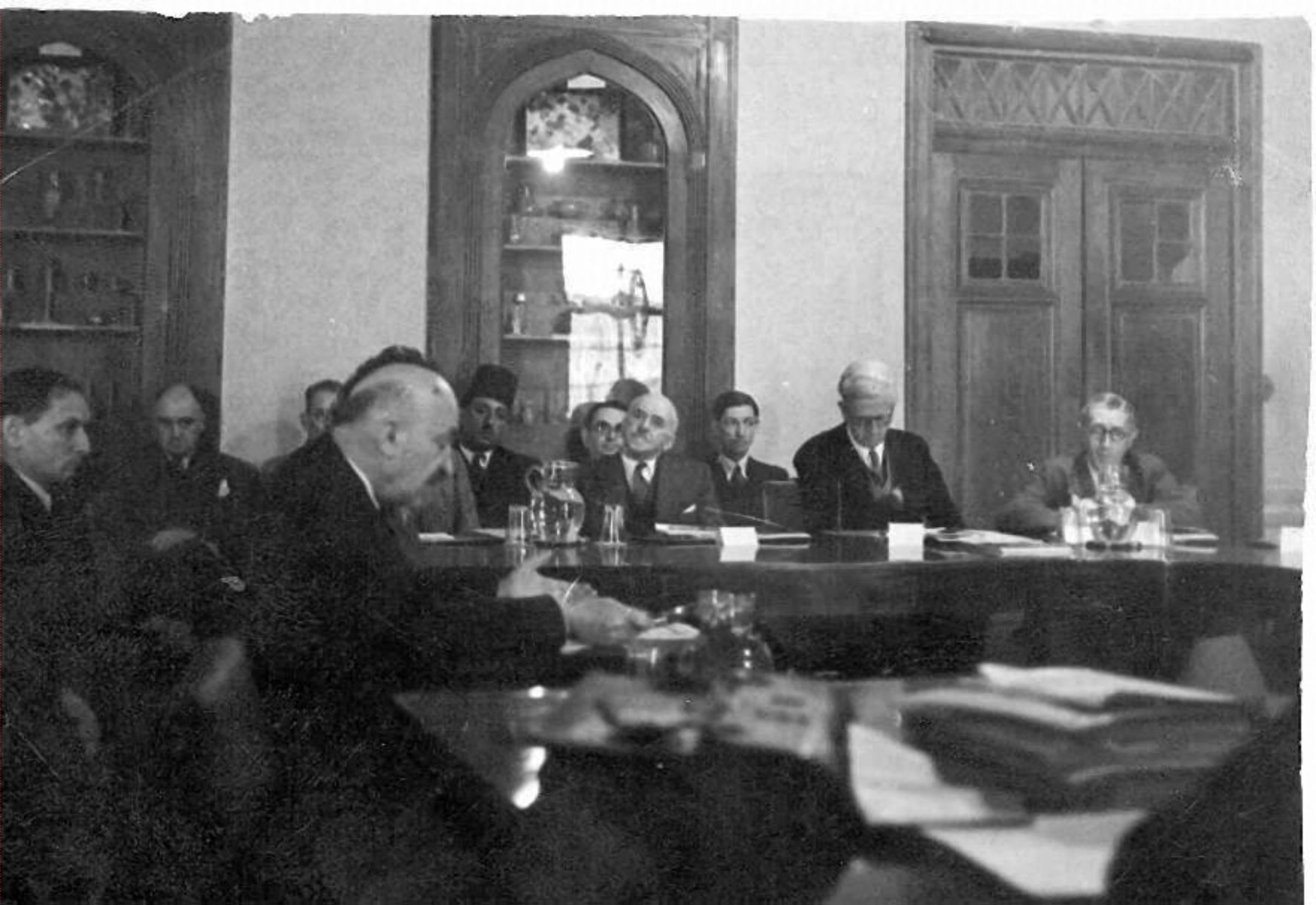
Jaim Weizmann ante el comité

Recomendación Nº 4. Hemos llegado a la conclusión de que la hostilidad  entre judíos y árabes, y en particular, la determinación de cada uno de alcanzar la dominación, si es necesario por la violencia, es casi cierto que, ahora y por algún tiempo, cualquier intento de establecer un Estado Independiente de Palestina o unos Estados Independientes de Palestina, terminarían en un conflicto civil tal que podría amenazar la paz mundial. Por consiguiente, recomendamos que, hasta que desaparezca la hostilidad, el Gobierno de Palestina, continúe como en el presente, bajo mandato a la espera de la consecución de un acuerdo de fideicomiso bajo las Naciones Unidas.
Recomendación Nº 5. Mirando hacia una forma de autogobierno final, acorde con los tres principios redactados en la recomendación Nº 3, recomendamos que el mandato debe proclamar el principio de que La economía árabe, progreso en educación y economía, en Palestina es de igual importancia que la de los judíos; y deben prepararse, de inmediato, las medidas destinadas a superar la separación que ahora existe, y elevar el nivel de vida de los árabes al de los judíos. Así traer a los dos pueblos una valoración completa de sus intereses comunes y destino común, en la tierra a la que ambos pertenecen.
Recomendación Nº 6. Recomendamos que, pendiente de la pronta remisión a las Naciones Unidas y de la ejecución de un acuerdo de administración fiduciaria, el mandatario debe administrar Palestina, según el mandato que declara, referente a la inmigración que "La administración de Palestina, mientras se asegure que los derechos  y situación de otros sectores de la población no son perjudicados, facilitará la inmigración judía, bajo condiciones apropiadas".
Recomendación Nº 7

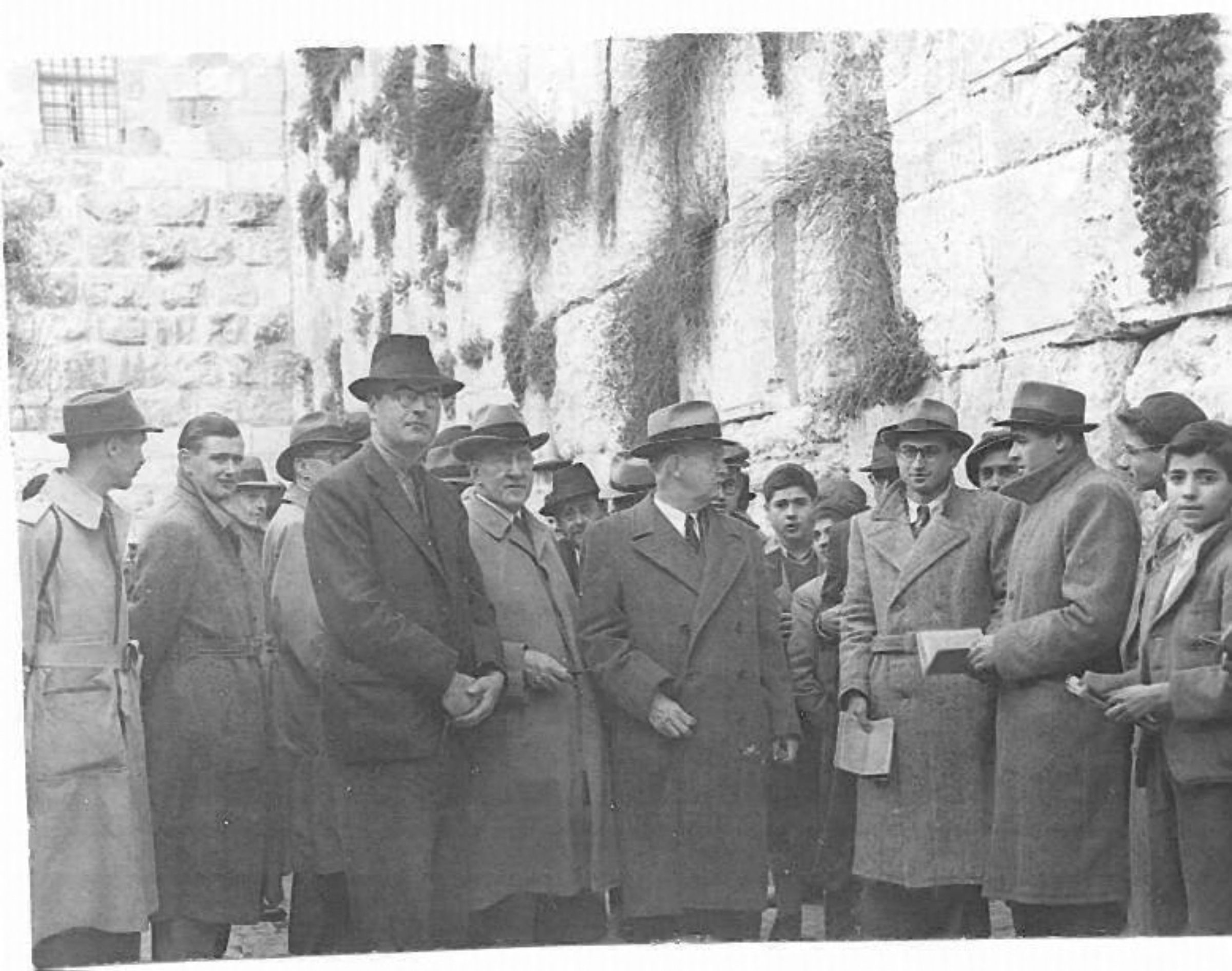
El comité en el Muro de las Lamentaciones

- (a) Recomendamos que la Regulación de Transferencia de Tierras de 1940 sea rescindida y sustituida por regulaciones basadas en una  política  de libertad de venta, alquiler y uso de la tierra, independiente de raza, comunidad o credo, y que proporcione la protección adecuada a los intereses de los pequeños propietarios y cultivadores arrendatarios;
- (b) Recomendamos además que se tomen medidas para declarar nulos y prohibir las cláusulas en traspasos, alquileres y acuerdos sobre tierras que estipulen que solo miembros de una comunidad o credo pueden ser empleados;
- (c) Recomendamos que el gobierno debe ejercer una vigilancia próxima sobre los Santos Lugares y localidades como el Mar de Galilea y sus vecindades para protegerlos de profanaciones o usos que pudiera ofender la consciencia religiosa de la población, y que esa legislación sea promulgada inmediatamente.

Recomendación Nº 8. Se han presentado varios planes agrícolas y de desarrollo industrial a gran escala en Palestina para nuestro estudio. Estos proyectos, si se realizaran con éxito, podrían, no solo aumentar grandemente la capacidad de soportar un aumento de población, sino que elevarían el nivel de vida de la población judía y árabe por igual. No estamos en posición de asegurar la validez de estos planes específicos, pero no podemos manifestar rotundamente que, aunque técnicamente son posibles, vayan a fallar a no ser que haya paz suficiente en Palestina. Además, su éxito requiere la voluntad de cooperación de los estados vecinos árabes, ya que no son solamente proyectos palestinos. Recomendamos, además, que el examen, discusión y ejecución de estos planes sean dirigidos, desde el inicio y en su desarrollo, con pleno asesoramiento y cooperación, no solo con la Agencia Judía, sino también con los gobiernos de los estados árabes vecinos, directamente afectados.
Recomendación Nº 9. Recomendamos que, por interés de la conciliación de los dos pueblos y de la mejora del nivel de vida árabe, el sistema educativo de árabes y judíos sea reformado, incluyendo la introducción de educación obligatoria en un plazo de tiempo razonable.
Recomendación Nº 10. Recomendamos que si este informe es aceptado, debe quedar claro más allá de toda duda a judíos y a árabes, que cualquier intento de cualquier parte, mediante amenazas o violencia, por terrorismo o por la organización o uso de ejércitos ilegales; de evitar su ejecución, será decididamente suprimido. Además, expresamos la opinión de que la Agencia Judía debe inmediatamente retomar la cooperación activa con el Mandatario en la supresión del terrorismo y de la inmigración ilegal, y el mantenimiento de esa ley u otras en Palestina, lo que es esencial por el bien de todos, incluidos los nuevos inmigrantes.

## Resultado
El presidente de EE. UU. Harry S. Truman apoyó las recomendaciones  del comité de admisión inmediata en Palestina de 100.000 refugiados judíos, y el derecho de los judíos de adquirir tierras, pero no reconoció el resto de conclusiones, enfadando al Partido Laborista británico. A los pocos días de la publicación de los resultados del comité, su propia implementación estaba en peligro.
El gobierno y ejército británicos, pensaban que ni judíos ni árabes aceptarían las recomendaciones del comité. El primer ministro  Clement Attlee organizó un grupo de oficiales de alto rango, coordinados por el Jefe de Estado Mayor, para analizar de las recomendaciones del comité. El grupo concluyó que los judíos solo aceptarían la partición, y que los ataques de la guerrilla de grupos paramilitares de  Irgún y Leji continuaría. La Haganá podría reaccionar con ataques generalizados.  Además, el informe concluyó que habría probablemente un  levantamiento árabe en Palestina, con  apoyo  material y financiero de los estados árabes vecinos.
Aunque Bevin dijo al  comité que aceptaría el resultado si la decisión  era unánime, Attlee se opuso a la recomendación de una inmigración masiva, hasta que los Yishuv fueran desarmados (lo que reconoció  que era imposible). El gobierno británico, inflexible en que no soportaría el coste de reasentar a 100.000 inmigrantes judíos, financiar el desarrollo árabe, desarmar a los Yishuv y suprimir cualquier rebelión, por sí mismo; condicionó la implementación de las recomendaciones del informe al apoyo militar y financiero de los EE. UU.. El gabinete británico estaba de  acuerdo en que el informe debía ser rechazado, a menos que el gobierno de EE. UU. quisiera proporcionar el apoyo militar y financiero. Gran Bretaña solicitó que el gobierno de  EE. UU. creara dos divisiones de infantería y al menos  una brigada acorazada, lista para despliegue inmediato en Palestina. El Departamento de Guerra de los EE. UU. había emitido anteriormente  un informe previo, que preliminarmente, un compromiso de 300.000 soldados americanos serían necesarios para apoyar al gobierno británico en mantener el orden contra una revuelta árabe. Sin  embargo, el gobierno americano estaba, al igual que el británico, ansioso por desmovilizar rápidamente a sus ciudadanos, todavía en armas, y rechazó la  solicitud.
En octubre de 1946, el gobierno británico decidió gradualmente permitir a 96.000 judíos emigrar a Palestina al ritmo de 1500 por mes. La mitad de los admitidos serían judíos que habían intentado emigrar ilegalmente a Palestina y que habían sido retenidos en campos de refugiados en Chipre; Los británicos temían que si la población de los campos continuaba creciendo, habría  un levantamiento  entre los prisioneros.

### El plan Morrison-Grady
Después de que el comité anglo-americano emitiera su informe, se creó un nuevo comité para establecer cómo las propuestas anglo-americanas podrían llevarse a cabo. Estaba dirigido por el ministro Herbert Morrison y el embajador americano  Henry F. Grady. En julio de 1946, se propuso que el Plan Morrison-Grady,  un plan para un gobierno unitario en fideicomiso en el Mandato británico de Palestina. Provincias judías y árabes ejercerían autogobierno bajo supervisión británica, mientras que Jerusalén y el  Néguev seguirían bajo control directo británico. El plan se convirtió en el punto de partida para una Conferencia Palestina convocada por los británicos el 1 de octubre de 1946. Los árabes rechazaron el  plan basándose en que ello llevaría a una partición, mientras que los judíos rechazaron  la asistencia. Los árabes propusieron crear un estado palestino unitario independiente. En  una reunión posterior a la Conferencia, el siguiente febrero, Gran   Bretaña propuso un plan, conocido como el Plan Bevin, para una administración fideicomiso de 5 años. La administración estaría dirigida establecer un asentamiento permanente con acuerdo de todas las partes. Cuando árabes y judíos rechazaron el plan, Gran Bretaña remitió el asunto a Naciones Unidas.La decisión de los Estados Unidos de liderar conjuntamente la investigación  se  considera motivada por el deseo de "cortarle las alas al sionismo político, tratando el problema en su conjunto como un problema de refugiados judíos". Moshe Sneh de la Agencia Judía para la Tierra de Israel señaló el 11 de diciembre de 1945 en una reunión interna de la Agencia Judía que "El acuerdo americano de participar en el comité fue realizado para despojarnos de nuestro principal argumento... con el  que recurrimos a los americanos contra un comité inglés... la entrada de América es equivalente  a desarmarnos". Nachmani escribió que la decisión de incluir a los palestinos en  la visión del comité no era tampoco del interés de los sionistas. Los británicos habían condicionado la realización de las recomendaciones del informe, de la admisión de un contingente de 100.000 nuevos inmigrantes judíos, a que EE.UU. proporcionara apoyo en caso de una  revuelta  árabe. No fue aceptado y el gobierno británico continuó con su política del Libro Blanco de 1939.
El plan fue la base para el Plan Morrison-Grady, la federalización bajo administración fiduciaria británica. Este plan fue rechazado por árabes y judíos, y Gran Bretaña decidió remitir el problema a las Naciones Unidas.

## Enlaces  externos
- Anglo-American Committee of inquiry full report
- Anglo-American Committee of inquiry text
- Immigration into Palestine – Statement by President Truman, 4 October 1946
- Opinion: Anti-Semitism as anti-Zionism, circa 1946

- Datos: Q541328
- Multimedia: Anglo-American Committee of Inquiry / Q541328